# آمازون لب۱۲۶
آمازون لب۱۲۶ (انگلیسی: Amazon Lab126) شرکت سخت‌افزار آمریکایی است، که در سال ۲۰۰۴ توسط شرکت آمازون تأسیس شد.